# Енглески пацијент
Енглески пацијент (енгл. The English Patient) је епски љубавно-драмски филм из 1996. године, режисера и сценаристе Ентонија Мингеле, заснован на истоименом роману који је написао Мајкл Ондачи. Главне улоге у филму тумаче Рејф Фајнс, Жилијет Бинош, Вилем Дафо, Кристин Скот Томас, Навин Ендруз и Колин Ферт.
Прича прати насловног протагонисту, човека спаљен до непрепознатљивости који говори енглеским нагласком, који се присећа своје историје у низу флешбекова, откривајући публици свој прави идентитет и своју љубавну везу пре Другог светског рата. Филм се завршава изјавом да је прича у великој мери фикционализовани приказ Ласла Алмашија и других историјских личности и догађаја. Филм је наишао на изузетно позитивне реакције критичара и постигао је велики комерцијални успех на биоскопским благајнама.
Био је номинован за дванаест Оскара, а победу је однео у девет категорија, укључујуће оне за најбољи филм, најбољу режију и најбољу споредну глумицу (Жилијет Бинош). Филм је такође освојио пет награда БАФТА и два Златна глобуса. Британски филмски институт је сместио Енглеског пацијента на 55. место листе „100 најбољих британских филмова 20. века”. Амерички филмски институт га је прогласио 56. најбољом љубавном причом свих времена.

## Радња
Британски двокрилац Де Хевиланд DH.82 Тајгер Мот, који лети преко пустиње, оборила је немачка артиљерија. Пилота, који је претрпео тешке опекотине, спашава група Бедуина која га извлачи из олупине.
Хана, медицинска сестра Краљевске канадске војске, од једног рањеног војника сазнаје да је њен дечко убијен. Током Италијанске кампање, она се брине за умирућег, тешко опеченог пацијента са енглеским нагласком који тврди да се не сећа сопственог имена. Једина ствар коју поседује је копија Херодотове Историје, са личним белешкама, сликама и успоменама похрањеним унутра.
Када је њена пријатељица, такође медицинска сестра, убијена пред њом, Хана почиње да мисли да она доноси несрећу својим вољенима. Она добија дозволу да се настани у разрушеном манастиру са својим пацијентом, пошто он пати приликом пресељења њихове болничке јединице.
Поручник Кип, сички минер у британској индијској војсци који је са наредником Хардијем постављен да очисти немачке мине и замке, убрзо им се придружује. Тамо стиже и Давид Каравађо, оперативац Канадске обавештајне службе који је био мучен током немачког испитивања. Он испитује пацијента, који постепено открива своју прошлост кроз серију флешбекова. Током дана када пацијент прича своју причу, Хана и Кип започињу љубавну везу.
Крајем 1930-их, пацијент, мађарски картограф Ласло Алмаши, истраживао је регион Сахаре. Био је део експедиционе групе Краљевског географског друштва, која је укључивала његовог доброг пријатеља, Енглеза Питера Медокса, и британски пар Џефрија и Кетрин Клифтон, који су обезбедили снимање из ваздуха користећи свој авион.
Алмаши преко Бедуина открива локацију древне Пећине пливача, у којој се могу пронаћи пећинске слике. Док група документује своје откриће, Алмаши и Кетрин се заљубљују. О њој пише у белешкама пресавијеним у својој књизи, што она открива када он неспретно прихвати два акварела зидова пећине и замоли је да их залепи у књигу.
По повратку у Каиро, започињу аферу, док се група договара за детаљнија археолошка истраживања пећине и околине. Алмаши јој купује сребрни напрстак као поклон. Неколико месеци касније, Кетрин нагло прекида њихову везу, плашећи се да ће их Џефри открити. Убрзо након тога, археолошки пројекти су заустављени због почетка Другог светског рата. Медокс оставља свој авион Тајгер Мот у оази Куфра пре повратка у Британију.
Каравађо тражи освету за своје повреде, до сада убивши немачког иследника који му је одсекао палчеве и шпијуна који га је идентификовао, али сада тражи онога ко је Немцима дао мапе, омогућавајући им да се инфилтрирају у Каиро. Он сумња на Алмашија, питајући га „Да ли си убио Клифтоне?”, на шта Алмаши одговара „Можда… јесам”.
Алмаши прича Каравађу, док Хана слуша у близини, о времену када је Џефри покушао да сруши свој авион у њега, али се спасао скочивши са пута. Џефри је погинуо при паду, а Кетрин је била тешко повређена на другом седишту. То је био Џефријев покушај двоструког убиства-самоубиства, пошто је открио њихову аферу. Алмаши носи Кетрин у Пећину пливача. Видевши је како носи напрстак на ланцу, она изјављује да га је одувек волела.
Остављајући је тамо са намирницама и својом књигом, Алмаши три дана хода преко пустиње. Стигавши у Ел Таг који држе Британци, он објашњава њену ситуацију и тражи помоћ, али га млади официр задржава под сумњом да је шпијун.
Превезен возом, Алмаши бежи и на крају наилази на јединицу немачке војске. Одводе га у оазу Куфра, где је Медокс сакрио свој авион. Размењујући карте за гориво, Алмаши лети до пећине, где потврђује да је Кетрин умрла. Уносећи је у авион, они су спаљени када је авион оборен, што је приказано у почетној сцени филма. Након што је чуо причу, Каравађо одустаје од потраге за осветом.
Кип добија прекоманду када је очистио експлозиве; он и Хана се слажу да ће се једном поново срести. Касније јој Алмаши каже да му је доста свега, гурајући много бочица морфијума према њој. Иако избезумљена, Хана испуњава његову жељу, дајући му смртоносну дозу. Док тоне у сан, она му чита Кетринино последње писмо, написано док је била сама у пећини. Следећег јутра Хана одлази са Каравађом у Фиренцу, чврсто држећи Алмашијеву књигу док се удаљују.

## Улоге
| Глумац             | Улога             |
| ------------------ | ----------------- |
| Рејф Фајнс         | Гроф Ласло Алмаши |
| Жилијет Бинош      | Хана              |
| Вилем Дафо         | Дејвид Каравађо   |
| Кристин Скот Томас | Кетрин Клифтон    |
| Навин Ендруз       | Кип Синг          |
| Колин Ферт         | Џефри Клифтон     |
| Џулијан Водам      | Медокс            |
| Јирген Прохнов     | Мајор Милер       |
| Кевин Вотли        | Наредник Харди    |

## Награде и номинације

### Оскар
- Освојени:
  - Најбољи филм
  - Најбоља споредна глумица: Жилијет Бинош
  - Најбоља сценографија
  - Најбоља фотографија
  - Најбоља костимографија
  - Најбољи режисер: Ентони Мингела
  - Најбоља монтажа
  - Најбоља оригинална музика
  - Најбољи звук
- Номинације:
  - Најбољи главни глумац: Рејф Фајнс
  - Најбоља главна глумица: Кристин Скот Томас
  - Најбољи адаптирани сценарио: Ентони Мингела

### Берлински филмски фестивал
- Освојено:
  - Главна женска улога: Жилијет Бинош
- Номинација:
  - Најбољи режисер: Ентони Мингела[10]